# Adjunkt
Adjunkt (tudi pristav), (lat. adiunctus iz adiungere; pridružiti), je naziv za nekdanjega pomožnega uradnika.
Naziv adjunkt je dobil pomožni uradnik, zlasti na sodišču po končani pripravniški dobi in opravljenem strokovnem izpitu.